# Recumbent Stone Circle

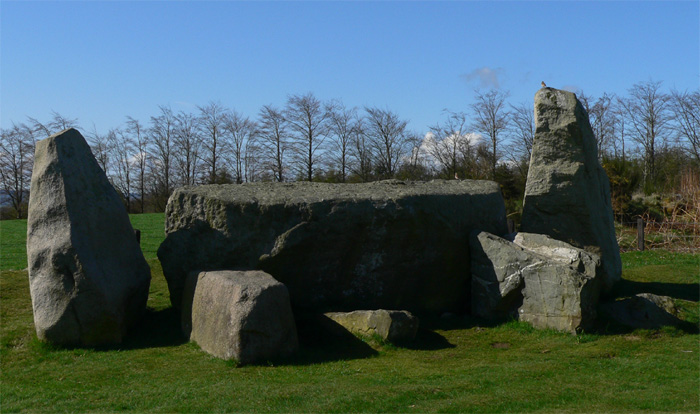
Een recumbent stone circle wordt gekenmerkt door een grote, liggende steen geflankeerd door twee grote staande stenen. (Easter Aquhorthies Stone Circle)

Een recumbent stone circle is een zogenaamd liggende steencirkel, een megalithisch monument uit het neolithicum.
Dit type steencirkel komt enkel voor in het noordwesten van Schotland en het zuidwesten van Ierland.

## Beschrijving
Een recumbent stone circle, vaak afgekort tot RSC, wordt gekarakteriseerd door een grote, liggende steen in het zuidwesten of zuiden van de steencirkel, geflankeerd door de grootste staande stenen van de cirkel. In het algemeen zijn de staande stenen op grootte gerangschikt, waarbij de kleinste stenen tegenover de liggende steen zijn geplaatst. De liggende steen weegt gemiddeld 24 ton. Het oppervlak van deze steen is in de meeste gevallen zo vlak mogelijk gemaakt. Op ruim 10% van de liggende stenen zijn Cup and ring marks aangetroffen.

## Periode
Gevonden potscherven dateren de recumbent stone circles in de periode 3000-1800 v.Chr. In de latere bronstijd werden de cirkels hergebruikt voor begrafenisrituelen getuige crematieresten en opgerichte cairns.

## Functie
De functie van de recumbent stone circle wordt religieus geacht en wordt in verband gebracht met verering van de maan. Er is een theorie dat de liggende steen dusdanig is gepositioneerd dat de zogenaamde maanstilstand geobserveerd kan worden. Elke 18,6 jaar bereikt de maan het maximum van zijn declinatie. Op deze breedtegraad lijkt het alsof de maan in slechts twee weken zich beweegt van hoog in de hemel naar laag aan de horizon. De ligging van de grote steen is dusdanig dat de maan als het ware erachter wegduikt.

## Verspreiding
Recumbent stone circles bevinden zich voornamelijk in de Schotse regio Aberdeenshire, waar er 99 zijn geïdentificeerd. Ze variëren in diameter tussen 18,2 en 24,4 meter.
Voorbeelden zijn Sunhoney Stone Circle, Berry Brae Stone Circle, Tomnaverie Stone Circle, Midmar Kirk Stone Circle, Loudon Wood Stone Circle, Loanhead Stone Circle (ook Loanhead of Daviot genoemd), Aikey Brae Stone Circle, Mulloch Wood Stone Circle en Easter Aquhorthies Stone Circle.
Ook in het zuidwesten van Ierland zijn recumbent stone circles aangetroffen. Deze zijn in het algemeen kleiner van opzet dan de Schotse. Ze worden gedateerd 1800 v.Chr. en liggen voornamelijk in de counties Cork en Kerry.
Voorbeelden zijn Drombeg Stone Circle en Derrintaggart West Stone Circle.